# 5-Carboxamidotriptamina
La 5-carboxamidotriptamina (abreviado 5-CT) es un derivado de la triptamina estrechamente relacionado con el neurotransmisor serotonina.
La 5-CT actúa como un agonista completo no selectivo y de alta afinidad a nnivel de los receptores 5-HT1A, 5-HT1B, 5-HT1D, 5-HT5A y 5-HT 7, así como en los receptores  5-HT2, 5-HT3, 5-HT6 con menor afinidad. Tiene una afinidad insignificante por los receptores 5-HT1E y 5-HT1F. La 5-CT se une más fuertemente al receptor 5-HT1A, pensándose en el pasado que era selectiva para este sitio. Recientemente, se ha demostrado que un derivado cercano del 5-CT, el AH-494, funciona como agonista del 5-HT7, aunque es más selectivo que el receptor 5-HT1A. Estudios estructurales indican que el residuo Ser5x43 podría desempeñar un papel fundamental en la selectividad de la 5-CT en toda la familia de receptores de serotonina.